# Industries chimiques du Sénégal
Pour les articles homonymes, voir ICS.
Industries chimiques du Sénégal (ICS) est une entreprise sénégalaise.

## Histoire
En 1996 une fusion-absorption réunit ICS et CSPT, la Compagnie sénégalaise des phosphates de Taïba.
Djibril Ngom en fut le président directeur général (PDG) de 1997 à Novembre 2004

## Activités
Le classement des 500 meilleures entreprises africainessitue la société à la 266e place en 2007. C'est la septième entreprise sénégalaise dans ce palmarès annuel.